# Itamaracá (tiểu vùng)
Itamaracá là một tiểu vùng thuộc bang Pernambuco, Brasil. Tiều vùng này có diện tích 542 km², dân số năm 2007 là 132881 người.